# Cyrtoneurina
Cyrtoneurina är ett släkte av tvåvingar. Cyrtoneurina ingår i familjen husflugor.

## Dottertaxa tillCyrtoneurina, i alfabetisk ordning[1]
- Cyrtoneurina alifusca
- Cyrtoneurina arleriopsis
- Cyrtoneurina armipes
- Cyrtoneurina beebei
- Cyrtoneurina biseta
- Cyrtoneurina brunnea
- Cyrtoneurina confusa
- Cyrtoneurina conspersa
- Cyrtoneurina continens
- Cyrtoneurina costalis
- Cyrtoneurina crispaseta
- Cyrtoneurina cylindrica
- Cyrtoneurina dubia
- Cyrtoneurina flaviantennata
- Cyrtoneurina fuscicosta
- Cyrtoneurina fuscisquama
- Cyrtoneurina gemina
- Cyrtoneurina geminata
- Cyrtoneurina gluta
- Cyrtoneurina grandis
- Cyrtoneurina incognita
- Cyrtoneurina inuber
- Cyrtoneurina maculipennis
- Cyrtoneurina mellina
- Cyrtoneurina mimica
- Cyrtoneurina monstrata
- Cyrtoneurina multomaculata
- Cyrtoneurina neotrita
- Cyrtoneurina ocasionalis
- Cyrtoneurina pallpies
- Cyrtoneurina pararescita
- Cyrtoneurina polystigma
- Cyrtoneurina prima
- Cyrtoneurina protosetosa
- Cyrtoneurina rescita
- Cyrtoneurina scutellata
- Cyrtoneurina seriata
- Cyrtoneurina similata
- Cyrtoneurina spiloptera
- Cyrtoneurina steini
- Cyrtoneurina stellata
- Cyrtoneurina trita
- Cyrtoneurina uber
- Cyrtoneurina walkeri
- Cyrtoneurina varicolor
- Cyrtoneurina veniseta
- Cyrtoneurina wulpi